# Дворец Масальских (Гродно)
Дворец князей Масальских (Дворец графов Юндзиллов) — частично сохранившаяся аристократическая резиденция в городе Гродно, размещённая по адресу Замковая 7.

## История

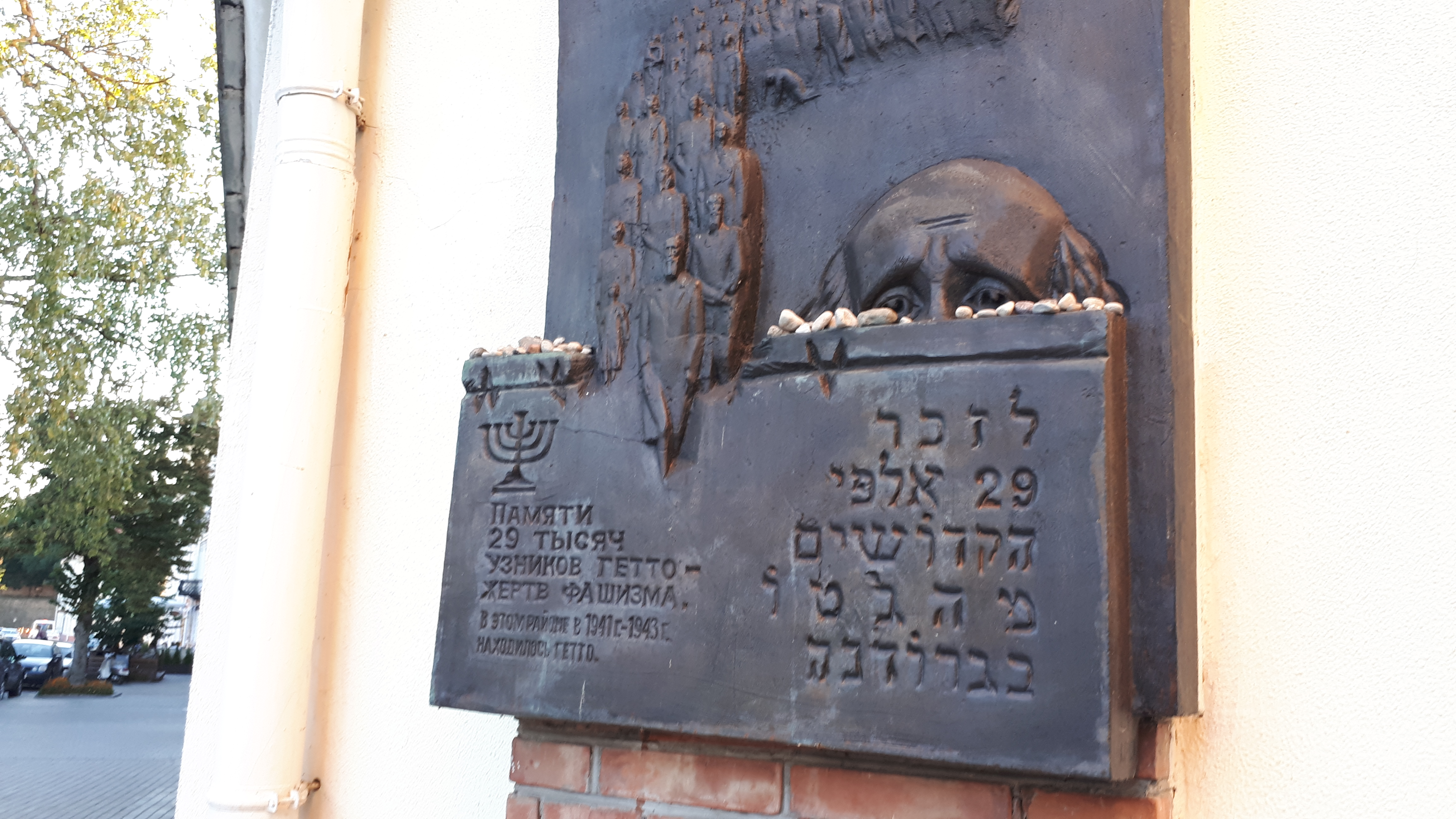
Памятная доска жертвам Холокоста на стене дома № 7.

В 1674 году гродненские евреи Ицка и Кадыш Абрамовичи продали участок, на котором позднее находилась резиденция Масальских, известному государственному и военному деятелю ВКЛ князю Александру Полубинскому . В 1726 году участок принадлежал князю Михаилу Масальскому . Видимо, именно Михаил построил гродненскую резиденцию рода, вероятно, использовав при этом более ранние постройки.
Дворец упоминает в своих мемуарах Мартин Матушевич. Согласно записям мемуариста, в 1763 году он в качестве представителя Кароля Радзивилла Пане Коханку вёл в Гродно сопровождаемые интригами переговоры с виленским бискупом Игнацием Масальским и его отцом, гетманом ВКЛ Михаилом, которые конфликтовали с Пане Коханку.

 После этих переговоров, на следующий день, я был приглашён на обед к гетману, там был и бискуп виленский. После обеда я остался один на один с гетманом и после разных его уверений в том, что он хочет примирения, я сказал, что не ясно, как может быть примирение, если гетман состоит в дружеских отношениях с князем канцлером литовским, который является большим врагом князя воеводы виленского. На это гетман ответил мне, что до тех пор он состоит в дружбе с князем канцлером, пока тот не вредит праву и отчизне. Дальше он говорил, что если мы придём к полному доверию: «Я покажу пану мою корреспонденцию с князем канцлером, в которой легко вычитать, что мы не находимся в давней гармонии».
— Pamietniki Marcina Matuszewicza, Kasztelana Brzeskiego-Litewskiego, 1714—1765. - Warszawa, 1876. Перевод из книги Е. Асноревского «Знатные истории: элита Гродно в период XVI—XVIII веков».

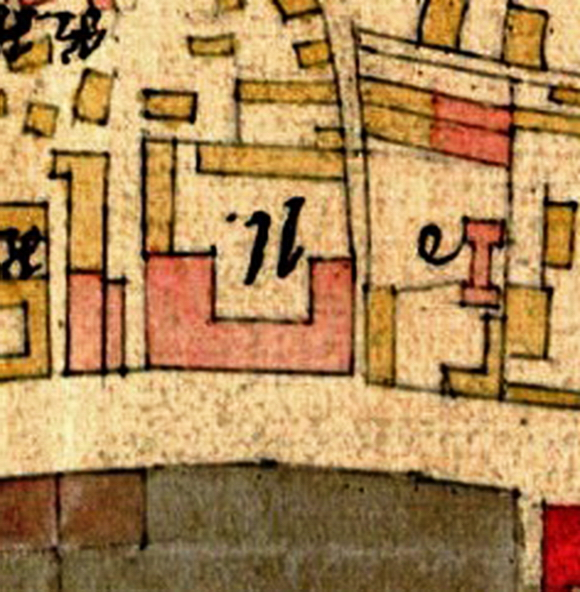
Дворец Масальских (по центру) на плане Гродно (1753 год). Здание ошибочно называемое "каменицей Масальских XVII века" позднее располагалось справа от дворца, но на момент составления плана ещё не было построено.

В 1781 году внук гетмана Михаила Масальского Ксаверий Масальский передал унаследованный им дворец своему дяде виленскому бискупу Игнацию Масальскому.
В 1794 году дворец принадлежал гродненскому подкоморию Франтишку Юндзиллу, сделавшему хорошую карьеру и получившему в 1798 году титул прусского графа.

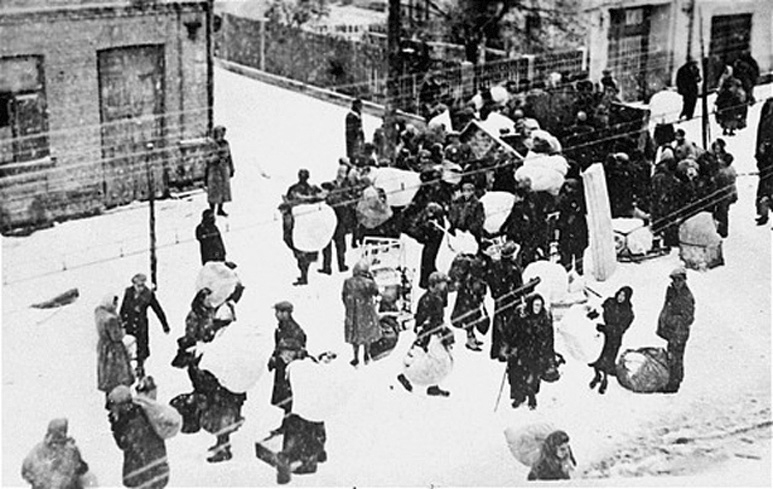
Евреев сгоняют в Гродненское гетто. В верхнем правом углу виден перестроенный дворец Масальских.

Во второй половине XIX века здание, утратившее статус шляхетской резиденции, принадлежало гродненским предпринимателям.
Резиденция сгорела в пожаре 1899 года .  Используя части пострадавшего здания гродненские евреи Аарон Трилинг и Симка Абрам возвели небольшое одноэтажное строение, имеющее теперь адрес Замковая 7.
Во время Холокоста между домом №7 и соседним домом (Замковая 5) немецкие захватчики устроили вход в Гродненское гетто №1. На стене 7-го дома расположен памятный знак узникам нацистов.
В литературе и публикациях СМИ существует путаница с гродненской недвижимостью князей Масальских. Дом по адресу Замковая 5 упоминается в краеведческих публикациях под именем «каменица Масальских», хотя этот род, видимо, никогда не владел зданием. Новейшие исследования также оспаривают принадлежность князьям Масальским здания по ул. Ожешко 1. Достоверно установлено, что Масальские владели резиденцией на Замковой. При этом некоторые фрагменты дворца на Замковой предположительно включены не только в дом № 7, но и в дом № 9.

Хозяева гродненской резиденции
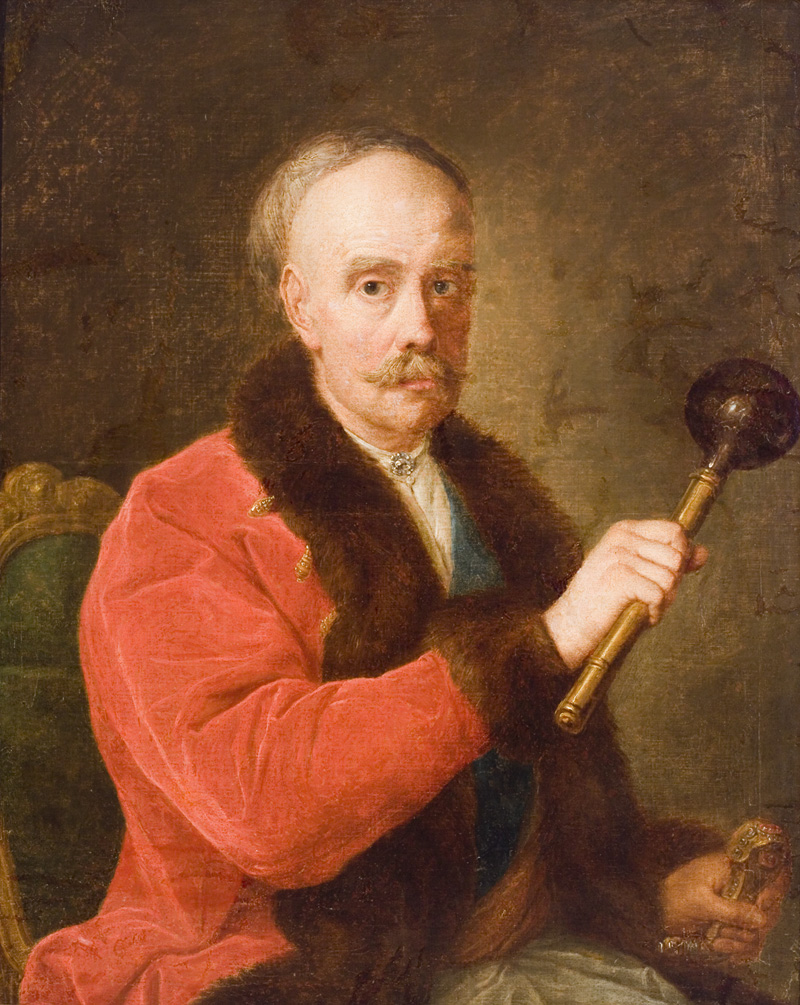
Михаил Юзеф Масальский.
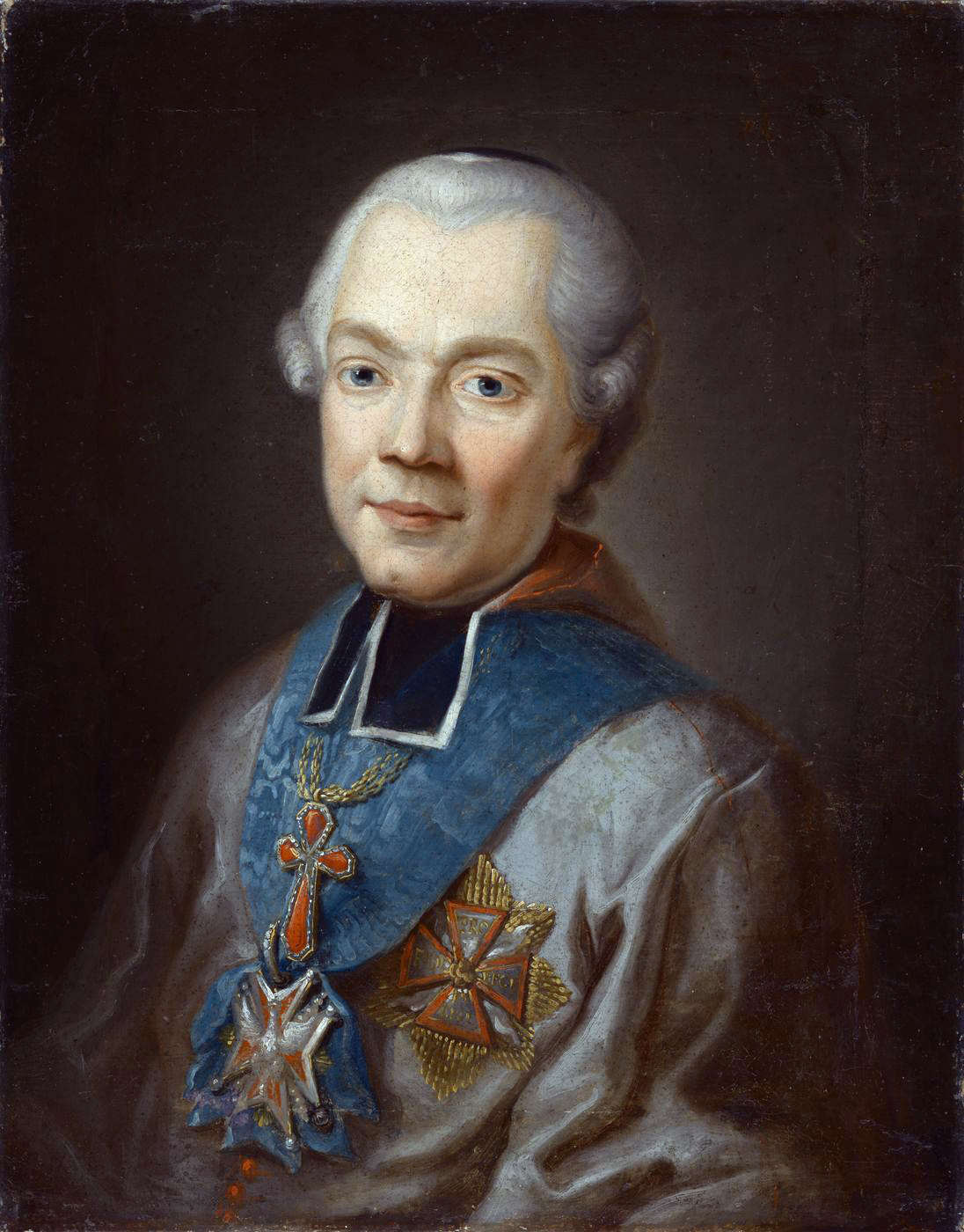
Игнаций Якуб Масальский.

## Архитектура
Здание имело П-образную форму, два этажа и ломанную барочную крышу. Вход во дворец помещался в довольно крупном портале барочных очертаний.
В 1752 году путешественник Вильгельм Шлемюллер «исходя из великолепия архитектуры» поставил гродненскую резиденцию Масальских на третье место в Гродно после дворцов Сапег и Радзивиллов .

 На улице Замковой, расположен справа, если идти от рынка. Большое, длинное здание с двумя этажами.
— Дневник В. Шлемюллера. Перевод из книги Е. Асноревского «Гродно – столица, которая осталась».
В 1810 году, тогдашний хозяин резиденции граф Юндзилл жаловался, что занимавшие здание военные, разобрали люстры, фигуры и гипсовые вазоны, повредили декорационные ткани и полы. Это указывает на то, что здание имело богатый интерьер.